# Cracked.com
Cracked.com é um site de humor com mais de 300 milhões de visualizações mensais. O site foi fundado em 2005 por Jack O'Brien e atualmente é de propriedade da E. W. Scripps. É proveniente da revista Cracked, criada em 1958.